# Ștefan Baciu
Ștefan Baciu (Brassó, 1918. október 29. – Honolulu, 1993. január 7.) külföldön élt román költő, esszéista, újságíró, fordító, egyetemi tanár.

## Élete
Ioan Baciu, tanár és Elisabeta Baciu fia volt. A középiskolát a brassói Andrei Șaguna Líceumban végezte, ahol apja is, sőt Emil Cioran is tanította. Ezután joghallgató lett a Bukaresti Egyetemen 1941-ig. 1938 és 1946 között több bukaresti lap, mint az Universul literar, Gândirea, Rampa, Bis, Arta nouă, és más folyóirat szerkesztője volt. 1945-ben elvette Mira Simiant. Egy évvel később sajtói tevékenységét Svájcban folytatta, így feleségével Bernbe költözött. 1949-ben Latin-Amerikába, Rio de Janeiróba költözött, ahol egy fontos újság, a Tribuna de Imprensa, szerkesztője lett. Erről az időszakról írt egy könyvet Lavradio 98 (1982) címmel, amit igazi bestsellernek könyvelhetett el. Sok országban járt, meglátogatta Argentína, Nicaragua, Peru, Guatemala, Venezuela, Costa Rica, Santo Domingo, San Salvador, Honduras, Mexikó, Kuba, Haiti városait. Mélyrehatóan ismerte a latin-amerikai irodalmat és két antológiát is írt erről: Antologia poeziei latino-americane (2 kötet, 1974) és Antologia poeziei surrealiste latino-americane (1981). Magával hozta a szürrealista és neoavantgárd eszméket és számos ilyen témájú konferencián és kongresszuson vett részt. 1962-ben az Egyesült Államokba költözött, ugyanis Seattle-ben felajánlották, hogy legyen egyetemi tanár. 1964-ben Honoluluban lett egyetemi tanár. 1993. január 7-én hunyt el Honoluluban egy telefonbeszélgetés közben.

## Munkássága
1933-ban debütált Eu (Én) című versével a Răboj című folyóiratban, amit aztán ugyanebben az évben német nyelvre is lefordítottak. Első kötetéért (Poemele poetului tânar) 1935-ben, alig 17 éves korában, megkapta a Fiatal írók díját és a Királyi alapítványok díját. Több mint 100 kötet szerzője volt és 5000 körüli cikke és tanulmánya, ami a román, német, francia, latin-amerikai, svájci sajtóban jelent meg.

## Művei

### Versei
- Poemele poetului tânăr, 1935 – Bukarest
- Poeme de dragoste, 1936 – Nagyvárad
- Micul dor, 1937 – Brassó
- Drumeț în anotimpuri, 1939 – Jászvásár
- Cautătorul de comori, 1939 – Bukarest
- Cetatea lui Bucur, 1940 – Bukarest
- Lanterna magică (Traian Lalescu együttműködésével), 1941 – Bukarest
- Analiza cuvântului dor, 1951 – Sierras de Cordoba
- Poemele poetului pribeag, 1963 – Mexico, Ukulele
- Îngerul malagambist în insula Oahu, 1967 – Madrid
- Poemele poetului singur, 1979 – Honolulu
- Peste o mie de catrene…, 1980 – Honolulu és 1991 – Bukarest , 1994 – Brassó

### Emlékiratai
- Franctiror cu termen redus, 1968 – Honolulu
- Sub Tâmpa în Honolulu, 1973 – Honolulu
- Mira, 1979 – Honolulu
- Praful de pe tobă. Memorii 1918-1946, 1980 – Honolulu

## Külső hivatkozások
- (románul)Életrajza
- (románul)Versei
- (románul)Humanitas kiadó: Ștefan Baciu arcképe